# Furukawa Takashi
Takashi Furukawa (sinh ngày 28 tháng 10 năm 1981) là một cầu thủ bóng đá người Nhật Bản.

## Sự nghiệp câu lạc bộ
Takashi Furukawa đã từng chơi cho Sagan Tosu.